# Галас, Франтишек
Франтишек Га́лас (чеш. František Halas; 3 октября 1901, Брно, тогда Австро-Венгрия — 27 октября 1949, Прага) — чешский поэт, один из крупнейших чешских лириков XX века.

## Биография
Родился в Моравии, был тесно связан с Южноморавским краем. Сын рабочего-текстильщика, в шестилетнем возрасте потерял мать, скончавшуюся от туберкулёза. Не получил высшего образования, служил в книжной лавке. Как поэт дебютировал в 1921 в «левой» прессе, сам выступал главным редактором ряда авангардных изданий. C 1926 работал в пражском издательстве Орбис. Был близок к поэтизму, дружил с Владимиром Голаном, Ярославом Сейфертом. В годы Второй мировой войны — участник Сопротивления, скрывался от гестапо. После победы служил в министерстве информации, возглавлял Союз писателей Чехословакии.
Автор стихов для детей. Хотя Галас сотрудничал в коммунистических изданиях, с 1948 его поэзия подвергалась резкой критике со стороны партийных ортодоксов. Многие его произведения были опубликованы лишь посмертно.
Умер от обострения хронической сердечной болезни. Похоронен в Кунштате (Южноморавский край).

## Книги стихов и поэтической прозы
- Сепия / Sepie (1927)
- Петух отпугивает смерть / Kohout plaší smrt (1930)
- Лицо / Tvář (1931)
- Hořec (1933)
- Dělnice (1934)
- Старые женщины / Staré ženy (1935)
- Dokořán (1936)
- Торс надежды / Torzo naděje (1938)
- Богородица Божена Немцова / Naše paní Božena Němcová (1940)
- Ladění (1942)
- Já se tam vrátím (1947)
- V řadě (1948)
- A co? (опубл. 1957)

## Эссе

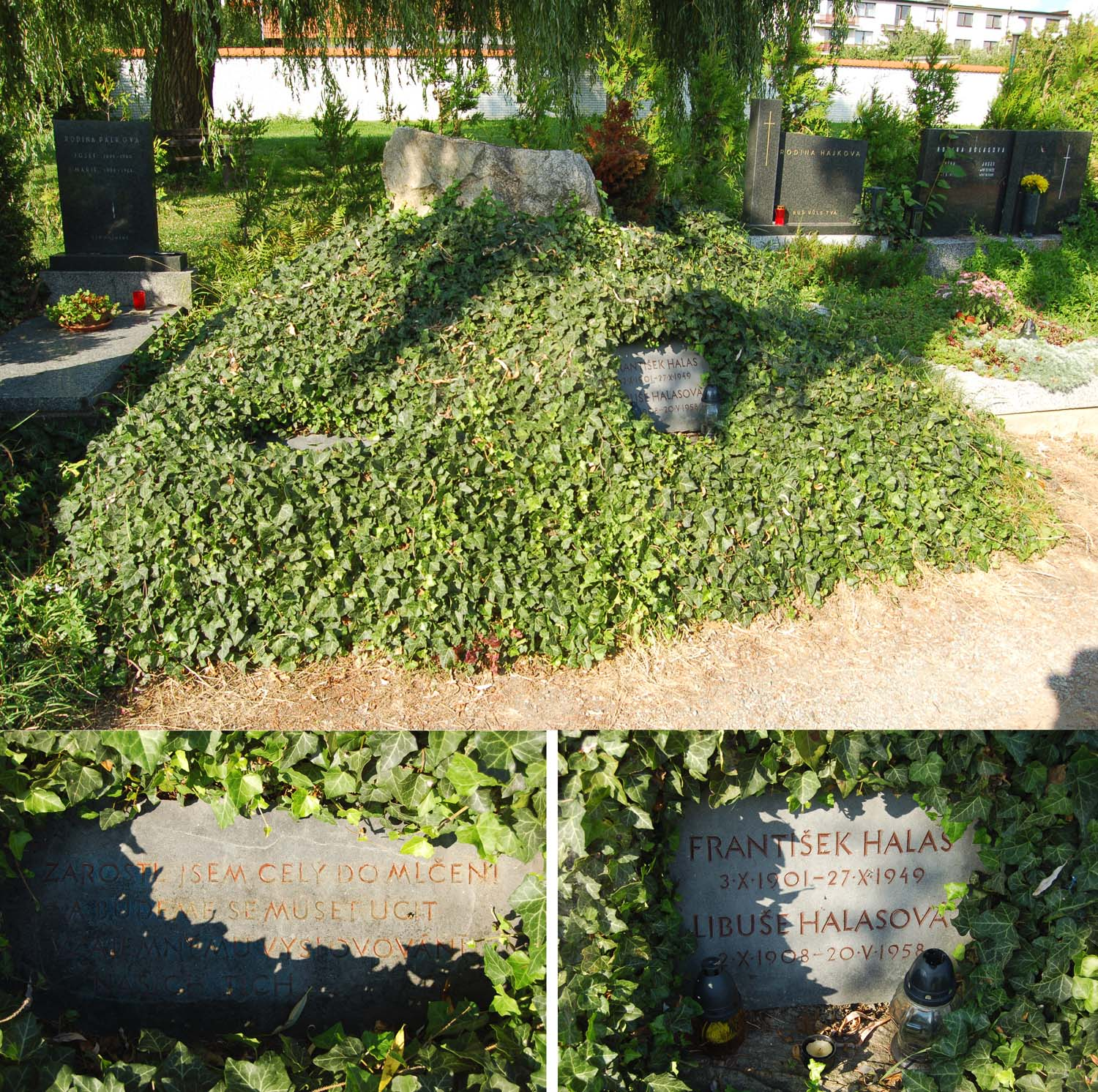
Могила Франтишека Галаса

- Magická moc poezie (изд. 1958)
- Obrazy (изд. 1968)
- Imagena (изд. 1971)

## Переводческая деятельность
Переводил Микеланджело, Пушкина, Мицкевича, Словацкого, Эндре Ади, Жюля Лафорга и др.

## Признание
Стихи Галаса переведены на многие языки, их переводы принадлежат крупным национальным поэтам. В России лирику Галаса переводил Иосиф Бродский.

## Издания на русском языке
- Стихи. — М.: Художественная литература, 1974